# Thomas Gradin
Thomas Kjell Gradin (* 18. února 1956, Sollefteå) je bývalý švédský lední hokejista. Nastupoval především na postu středního útočníka. Se švédskou reprezentací získal stříbro na Kanadském poháru 1984, kde mužstvo vedl jako kapitán. Zúčastnil se jediného mistrovství světa, v roce 1978 (4. místo). Má rovněž bronz z mistrovství světa juniorů roku 1975. Na MS juniorů 1974 byl vyhlášen nejlepším útočníkem. Ve švédské nejvyšší soutěži hrál za Modo, AIK a Västerås. Devět sezón strávil v severoamerické NHL, osm ve Vancouveru Canucks, jednu v Boston Bruins. Byl nejlepším střelcem Vancouveru Canucks v sezónách 1980–81 a 1981–82. Roku 1982 obdržel Viking Award pro nejlepšího švédského hokejistu působící v Severní Americe. V základní části NHL odehrál 677 zápasů, v nichž zaznamenal 593 kanadských bodů (209 gólů), což z něj činí 22. nejúspěšnějšího Švéda v dějinách NHL (k lednu 2024). Dalších 42 utkání odehrál ve Stanleyově poháru, připsal si v nich 42 bodů a dal 17 branek. Po skončení hráčské kariéry pracoval jako skaut (vyhledávač talentů) pro Vancouver Canucks. Přivedl do NHL Daniela Sedina, Henrika Sedina, Mattiase Öhlunda nebo Alexandera Edlera. V roce 2013 byl jmenován honorárním konzulem na švédském konzulátu ve Vancouveru. Jeho bratr Peter Gradin byl rovněž úspěšným hokejistou.